# HMAS Stuart (D00)
O HMAS Stuart foi um contratorpedeiro operado pela Marinha Real Australiana e a oitava embarcação da Classe Admiralty. Sua construção começou em outubro de 1917 nos estaleiros da Hawthorn Leslie em Newcastle-upon-Tyne e foi lançado ao mar em agosto de 1918, sendo comissionado inicialmente na frota britânica em dezembro do mesmo ano. Era armado com uma bateria principal de cinco canhões de 120 milímetros e seis tubos de torpedo de 533 milímetros, tinha um deslocamento carregado de duas mil toneladas e alcançava uma velocidade máxima de 34 nós.
O navio entrou em serviço pela Marinha Real Britânica e serviu como parte da Frota do Mediterrâneo imediatamente após a Primeira Guerra Mundial, participando da intervenção dos Aliados na Guerra Civil Russa e também da Guerra Greco-Turca de 1919–22. As coisas normalizaram na região depois de 1923 e pela década seguinte as atividades do Stuart consistiriam principalmente de exercícios de treinamento. Ele foi descomissionado em maio de 1933 e transferido para a Austrália em outubro. Foi colocado na reserva em junho de 1938, porém reativado em setembro de 1939.
Com o início da Segunda Guerra Mundial, o contratorpedeiro foi designado para servir no Mar Mediterrâneo, envolvendo-se na escolta de comboios e navios durante as campanhas de Malta, Grécia e Deserto Ocidental. A embarcação também participou da Batalha da Calábria em julho de 1940 e da Batalha do Cabo Matapão em março de 1941. Voltou para a Austrália no final de 1941 e atuou na escolta de comboios e patrulhas, sendo convertido em um navio de transporte de tropas em 1944 e servindo como tal até 1946, quando foi descomissionado e depois desmontado.